# William Clark Cowie

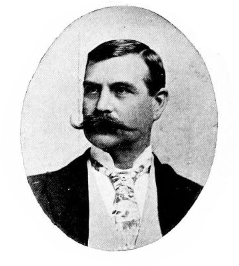
William Clark Cowie

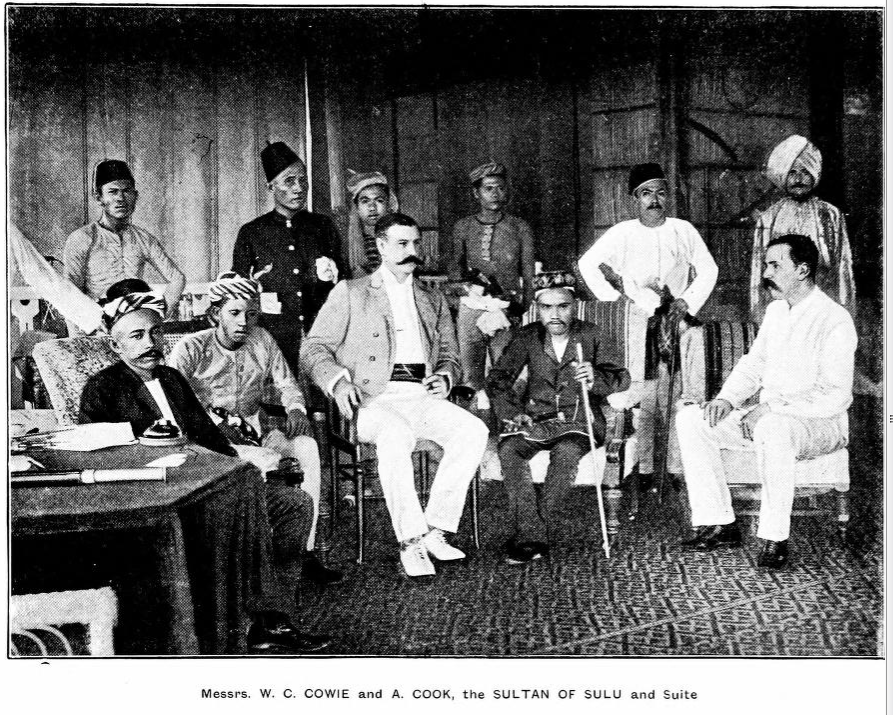
W. C. Cowie mit dem Sultan von Sulu

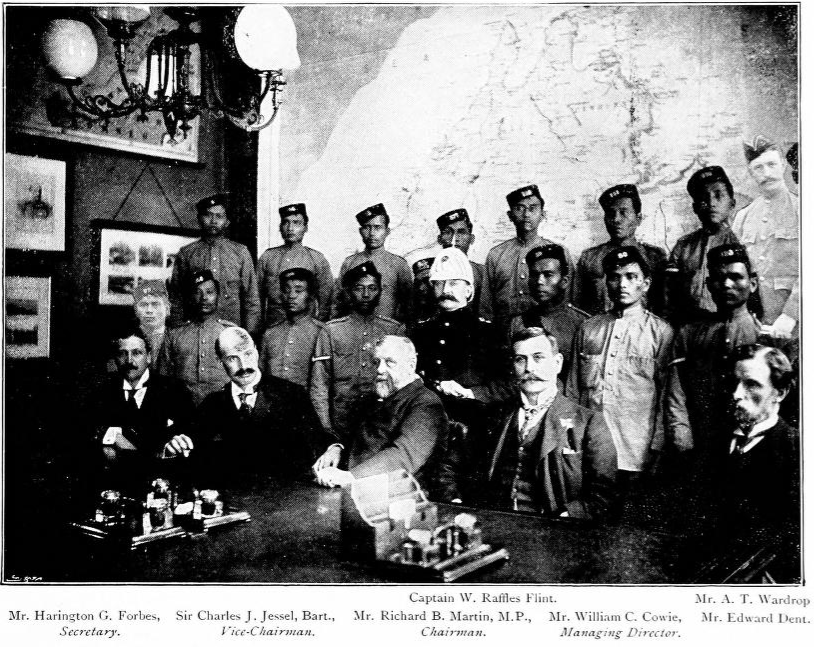

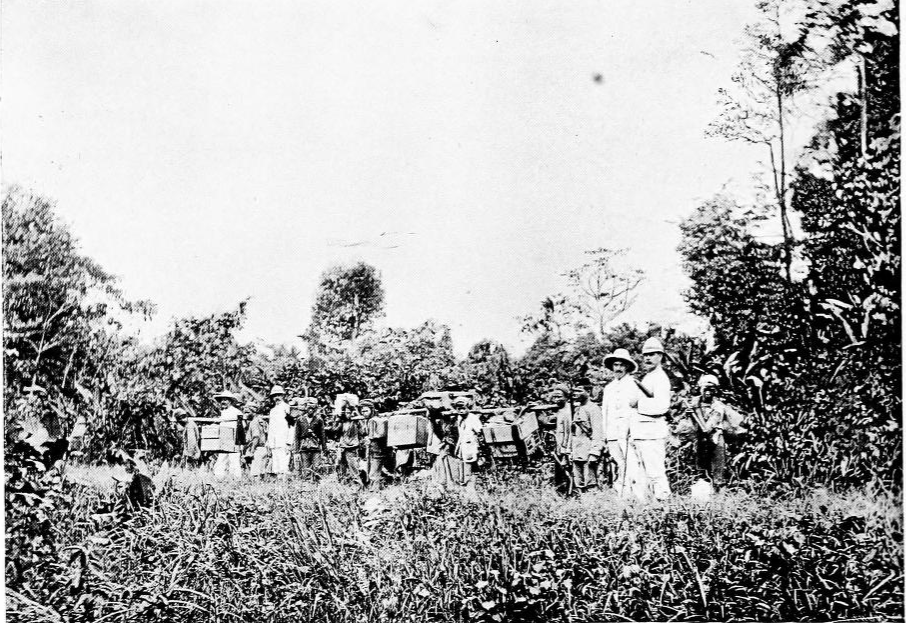
W. C. Cowie auf Expedition

William Clark Cowie (* 8. April 1849 in Friockheim, Forfarshire; † 14. September 1910 in Bad Nauheim) war ein schottischer Ingenieur, Abenteurer, Waffenschmuggler und Generaldirektor der British North Borneo Company.

## Leben

### Privatleben
William Clark Cowie wird als ältestes von vier Kindern am 8. April 1849 als Sohn des Flachsfabrikanten David Cowie (1825–1896) und Ann Cowie geb. Leitch (1819–1906) im schottischen Friockheim geboren, wo seine mütterlichen Vorfahren seit Generationen leben. William hat drei Geschwister; Mary, Andson und Edward.
Über seine Jugend in Schottland ist wenig bekannt. Die Familie zieht nach Arbroath an der schottischen Küste. Sein Vater tritt dort eine Stelle als Geschäftsführer in der Segeltuchfabrik Wardmill Works der M.C. Thomson & Co an. Dort erhält W. C. Cowie seine Ausbildung zum Ingenieur. Schon vorher erhielt er Privatunterricht mit dem Ziel, in die Fußstapfen seines Großvaters zu treten, der als Ingenieur eine der ersten Spinnereien Schottlands führte.
Um das Jahr 1873 heiratet er Flora Davidson, mit der er zwei Kinder hat, die 1874 geborene Flora de Cruz und den 1875 geborenen Sohn William Anson Edward Cowie de Cruz.
Nach dem frühen Tod seiner Frau Flora – sie stirbt im Alter von 25 Jahren kurz nach der Geburt seines Sohnes – heiratet er zwischen 1886 und 1887 erneut. Mit seiner zweiten Frau Army Constance Pead hat er wiederum zwei Kinder; die Tochter Muara Gladys (geboren 1888) und den Sohn Andson Gordon (geboren 1891).
1893 erscheint unter der Autorschaft von William Clark Cowie und seinem Bruder Andson ein Wörterbuch der Sprachen Sulu und Malai; Andson Cowie ist zu diesem Zeitpunkt allerdings bereits seit fünf Jahren tot.

### Karriere bis 1878
Im April 1870 heuert William Clark Cowie als Chefingenieur auf der Argyle unter Kapitän Peter Orr an und verlässt an seinem 21. Geburtstag Glasgow in Richtung Singapur. Dort führt er zunächst das Leben eines Abenteurers in den piratenverseuchten Gewässern der malaiischen Inseln. Dies endet Ende 1872 als Cowie von Carl Schomburgk als Kapitän der Far East angeheuert und beauftragt wird, die spanische Seeblockade zu durchbrechen, um ein Waffengeschäft mit dem Sultan von Sulu, dem Herrscher von Nordborneo abzuwickeln. Der Coup gelingt und legt die Basis einer tiefen Freundschaft zwischen Cowie und dem Sultan von Sulu.
Cowie überzeugte den dankbaren Sultan, dass ein dauerhafter Erfolg bei der Überwindung der spanischen Blockade nur garantiert sei, wenn er auf einen sicheren Hafen zurückgreifen könne. Dort könne er abwarten, bis der Schifffahrtsweg nach Sulu frei von spanischen Kriegsschiffen war. Der Sultan gab Cowie daraufhin die Erlaubnis, einen Umschlagdepot für seine Waren auf Pulau Timbang in der Sandakan Bucht auf Borneo zu errichten. Als Nächstes gründete Cowie zusammen mit zwei Freunden – Carl Schomburgk und John Dill Ross – die Labuan Trading Company, deren Aufgabe es im Wesentlichen ist, weiterhin die spanische Seeblockade zu unterlaufen und Waffen, Opium, Tabak und andere Konterbande nach Sulu zu bringen. Das Unternehmen ist erfolgreich; keines seiner Schiffe wurde jemals von den Spaniern aufgebracht.
Im März 1882 erwirbt Cowie eine auf 40 Jahre ausgelegte Konzession für die Ausbeutung der in Brunei gelegenen Kohlefelder von Muara und gründet die COWIE BROTHERS mit Sitz in Singapur. Von Labuan aus – eine eigene Schiffsanlegestelle hat er dort auf 99 Jahre gepachtet – verschifft er seine Kohle. Am 12. Juli 1887 überträgt Cowie seine Konzessionsrechte an die British North Borneo Company und kehrt mit seiner Familie als einigermaßen wohlhabender Mann nach England zurück. Charles Brooke, der die Mine später erwirbt, benennt den Platz in Brooketon (das heutige Brooke Town) um.

### North Borneo Chartered Company
1878 treten der Baron Overbeck und Alfred Dent an Cowie heran. Wissend um die freundschaftlichen Beziehungen zwischen dem Sultan und Cowie, bitten sie ihn um seine Dienste bei der Vermittlung von Landkonzessionen. Cowie willigt ein, da er auch selbst Pläne zur Besetzung des Landes hegt und da die politische Lage für einseitige Verträge mit dem Sultan von Sulu günstig ist: In Erwartung, bald dazu gezwungen zu sein, den Spaniern sein Land zu überlassen, erscheint es dem Sultan von Vorteil, ausländische Mächten Teile seines Landes zu verpachten. Seine Erwartung ist, dass die Spanier in diesem Fall diplomatischen Verwicklungen mit den Interessen anderer Kolonialmächte scheuen werden. In dieser prekären Lage gelingt es, den Sultan am 22. Januar 1878 zur Landabgabe zu bewegen. Für eine jährliche Pacht von 1000 Pfund erhalten Overbeck und Dent die volle Herrschaftsgewalt und territorialen Rechte auf seine Besitzungen in Borneo inklusive der dazugehörigen Inseln. Die Rechte aus dieser Pacht werden 1881 auf die neugegründete British North Borneo Company übertragen.

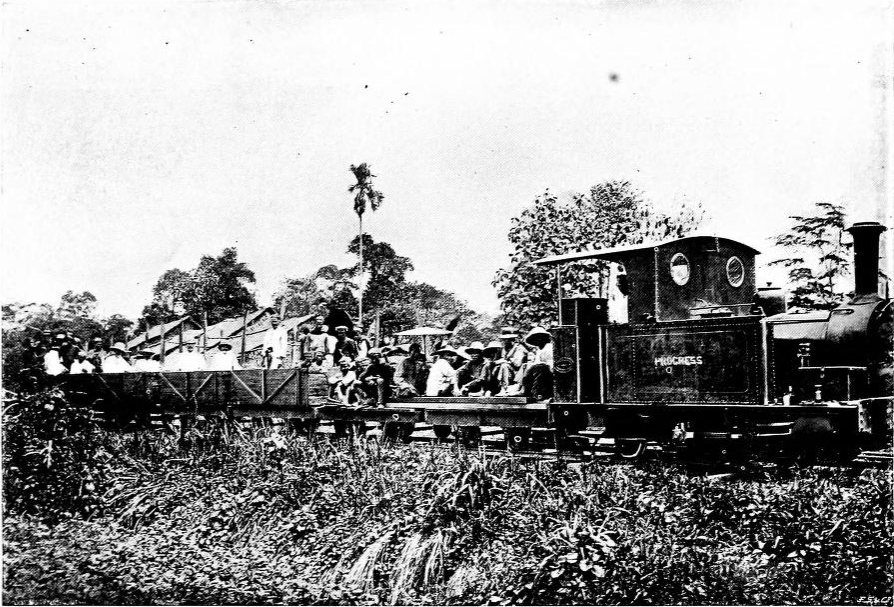
Eröffnung der North Borneo Railway 1898

Die Wege Cowies und Dent kreuzen sich wieder im Jahr 1887. William Clark Cowie wird zusammen mit Edmund Ernest Everett beauftragt, die Geschäfte der Gesellschaft in Borneo zu führen.
1890 sucht Cowie bei der North Borneo Chartered Company um eine Konzession nach, eine Eisenbahnlinie von der Westküste bis Sandakan zu errichten. Die ehrgeizige Idee wurde nicht verwirklicht, da es Cowie nicht gelang, die nötigen finanziellen Mittel aufzutreiben. Die North Borneo Chartered Company hingegen freundet sich durch dieses Ereignis mit der Idee eines Eisenbahnbaus an und wählt Cowie 1894 in den Aufsichtsrat. Sein Auftrag: Eine logistische Lösung für den Transport des Tabaks zu finden. 1896 beginnt der Bau der North Borneo Railway.
Geschätzt wegen seiner umfangreichen Kenntnisse von Land und Leuten in Borneo, steigt er 1897 zum Generaldirektor auf. In dieser Funktion kehrt er 1898 nach Nord-Borneo zurück und trifft sich mit Mat Salleh, um eine friedliche Lösung in der sogenannten Mat-Salleh-Rebellion herbeizuführen.
Am 15. Oktober 1909, nach der Pensionierung von Sir Charles Jessel, wird er Aufsichtsratsvorsitzender.
Gegen Ende seines Lebens leidet Cowie an einer Herzerkrankung. Im Juli 1910 reist er nach Deutschland, um sich dort einer Operation zu unterziehen.
William Clark Cowie stirbt am 14. September 1910 in Bad Nauheim. Er wird am 23. September beigesetzt. Auf seinem Grabstein auf dem Charlton Friedhof in der Nähe von Blackheath steht:
| By his instrumentality 31000 square miles of territory in British North Borneo were added to the British Empire. His indomitable zeal and enthusiasm displayed in the interests of the British North Borneo Company were the means of raising it to prosperity |

## Kritik
Noch bis nach dem Zweiten Weltkrieg wagte niemand, am kolonialen Sendungsbewusstsein von Cowie und der North Borneo Company zu rütteln. Im Time Magazin von 1946 ist noch zu lesen: „Cowie als einer der Direktoren der neuen British North Borneo Company zog in eine Lehmhütte und wachte mit scharfem Auge über die Eingeborenen. Die Company ernannte einen eigenen Gouverneur, ein Kabinett und Richter, um die Zivilisation in die steilen, wilden Berge der Insel zu bringen.“